# Pachylia ficus
Espèce
Pachylia ficus est une espèce d'insectes lépidoptères (papillons) de la famille des Sphingidae, sous-famille des Macroglossinae, tribu des Dilophonotini, sous-tribu des Dilophonotina et du genre Pachylia. C'est l'espèce type pour le genre.

## Description

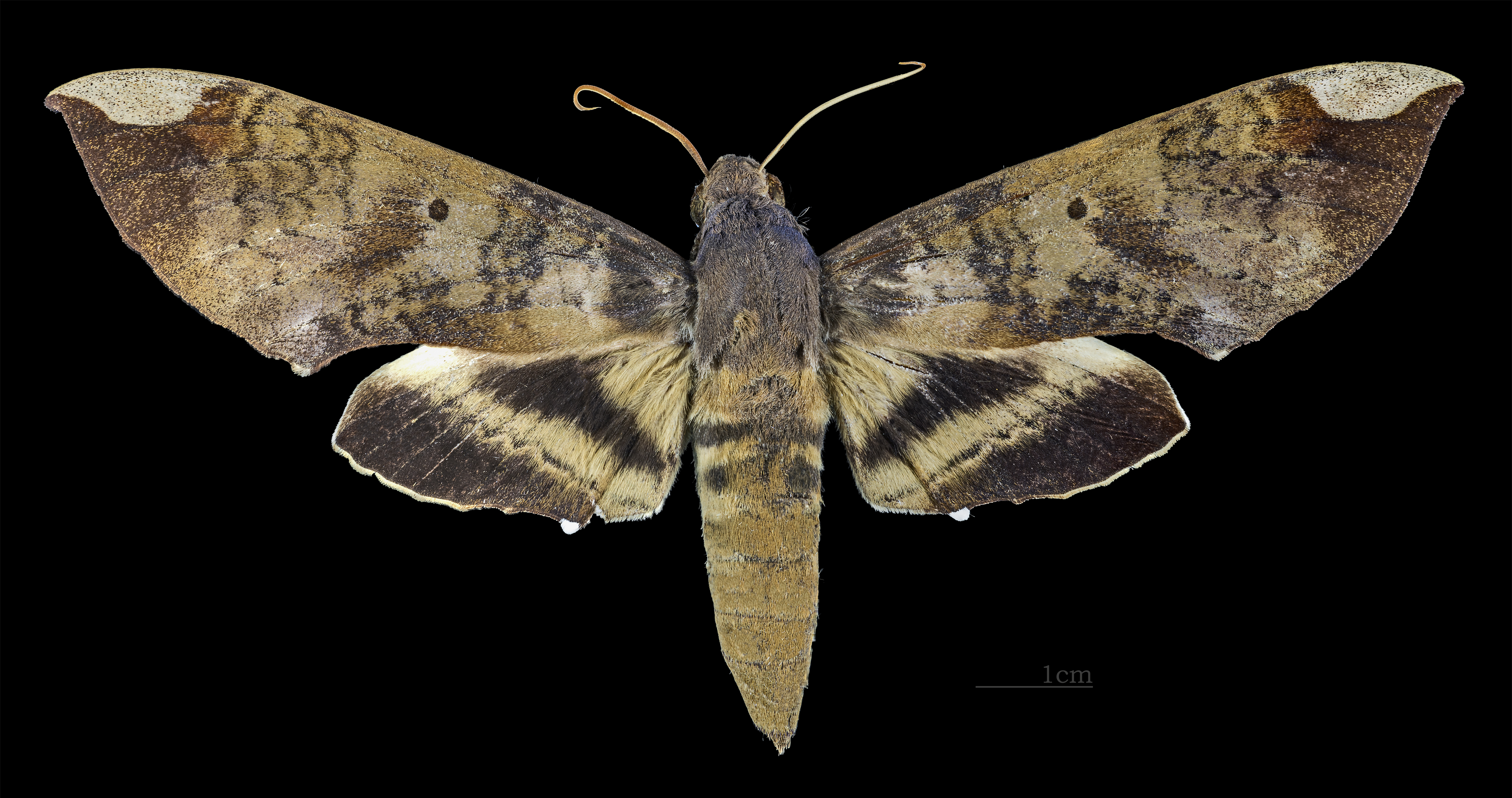
Face dorsale du mâle MHNT
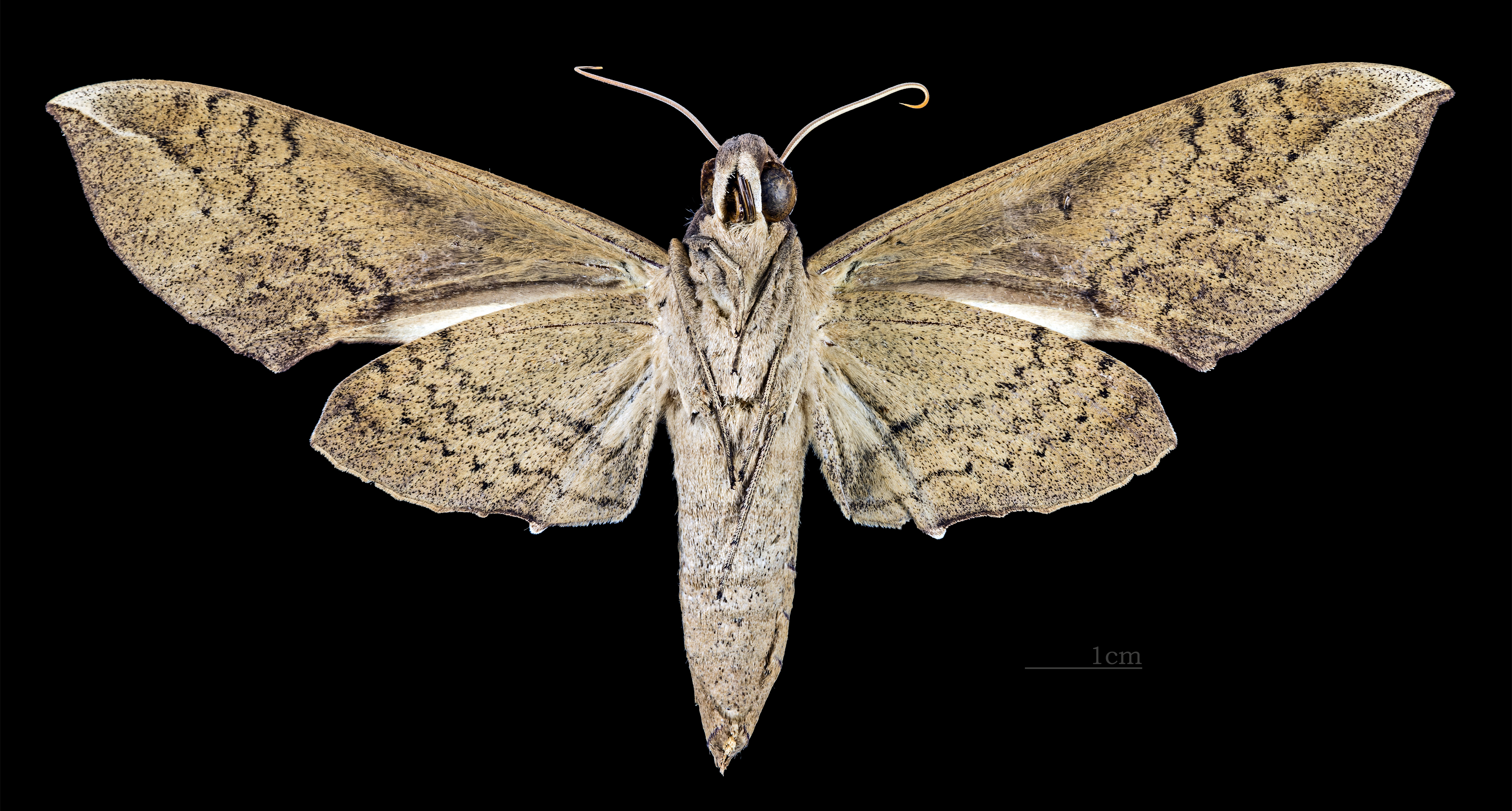
△ Revers du mâle MHNT
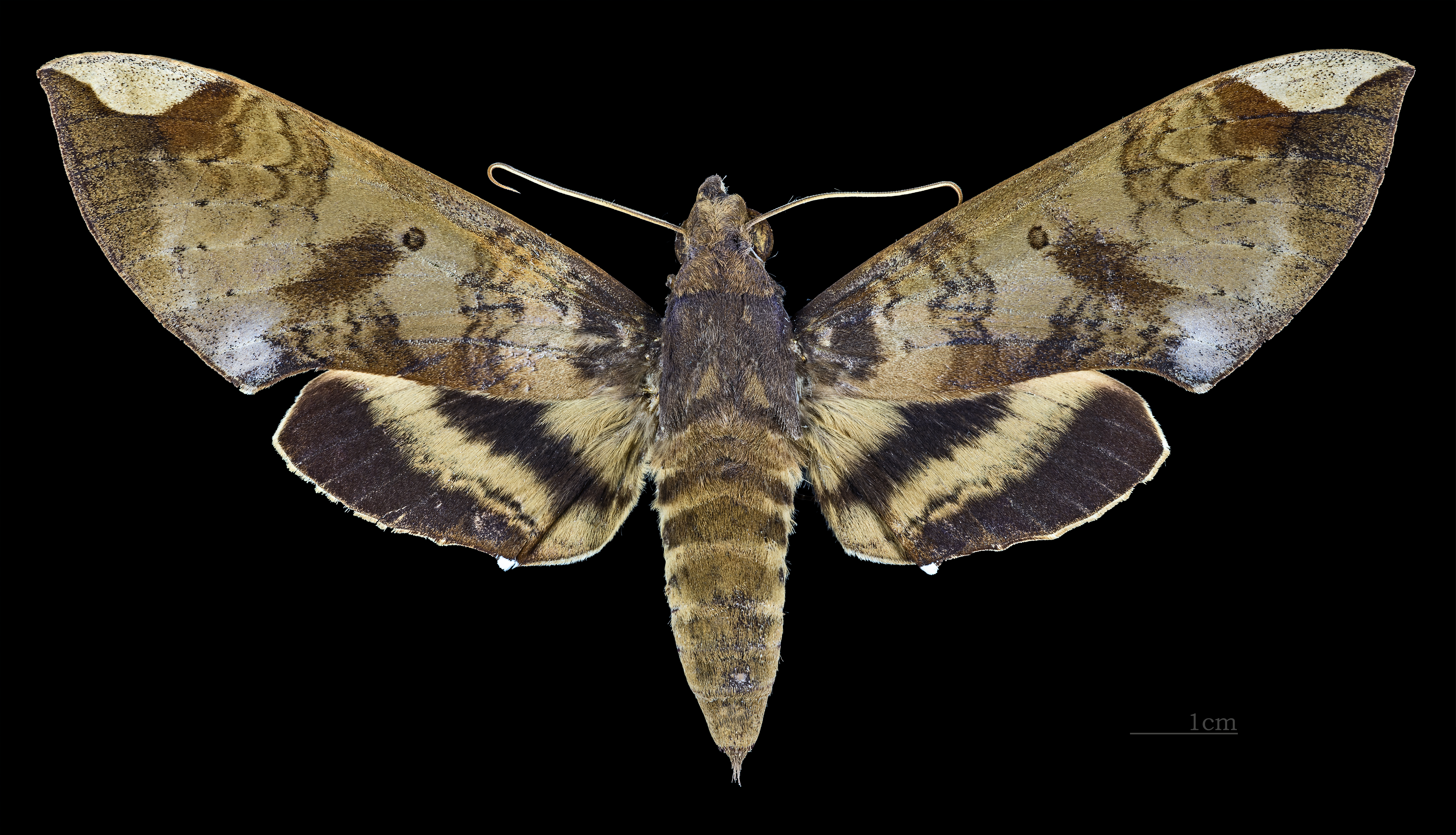
Face dorsale de la femelle MHNT
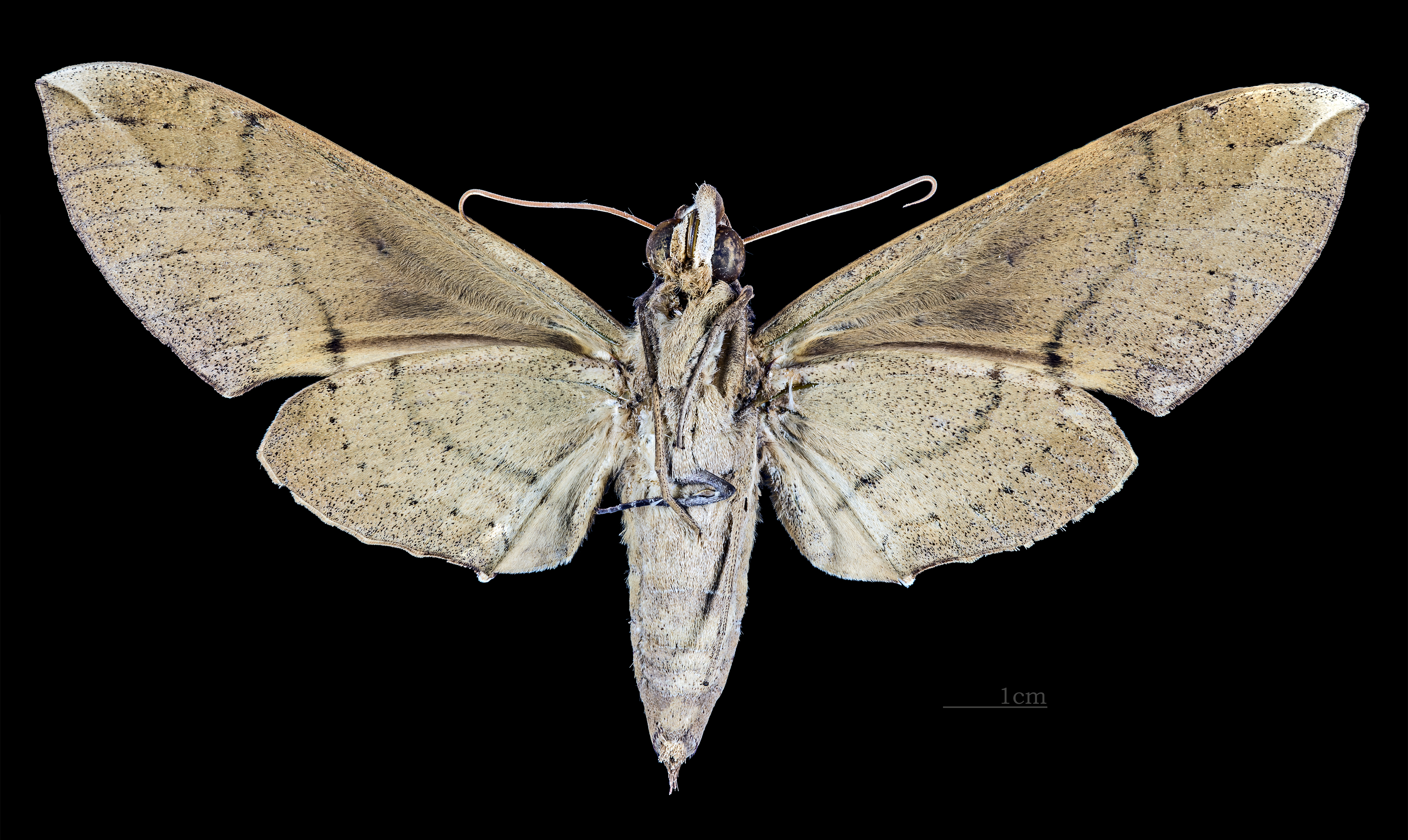
△ Revers de la femelle MHNT

## Répartition
Pointe nord de Amérique du Sud, en Uruguay, en Amérique centrale ; pointe sud des États-Unis Arizona et Texas.

## Biologie
Les larves se développent sur le genre Ficus.

## Systématique
- L'espèce Pachylia ficus a été décrite par le naturaliste suédois Carl von Linné en 1758, sous le nom initial de Sphinx ficus[2].

### Synonymie
- Sphinx ficus Linnaeus, 1758 Protonyme
- Chaerocampa crameri Ménétriés, 1857 [3]
- Pachylia lyncea Clemens, 1859 [4]
- Pachylia undatifascia Butler, 1876
- Pachylia ficus venezuelensis Schaufuss, 1870
- Pachylia ficus aterrima (Bönninghausen, 1899)